# Torrecaballeros
Torrecaballeros – gmina w Hiszpanii, w prowincji Segowia, w Kastylii i León, o powierzchni 42,14 km². W 2011 roku gmina liczyła 1277 mieszkańców.